# 1623年教宗選舉秘密會議

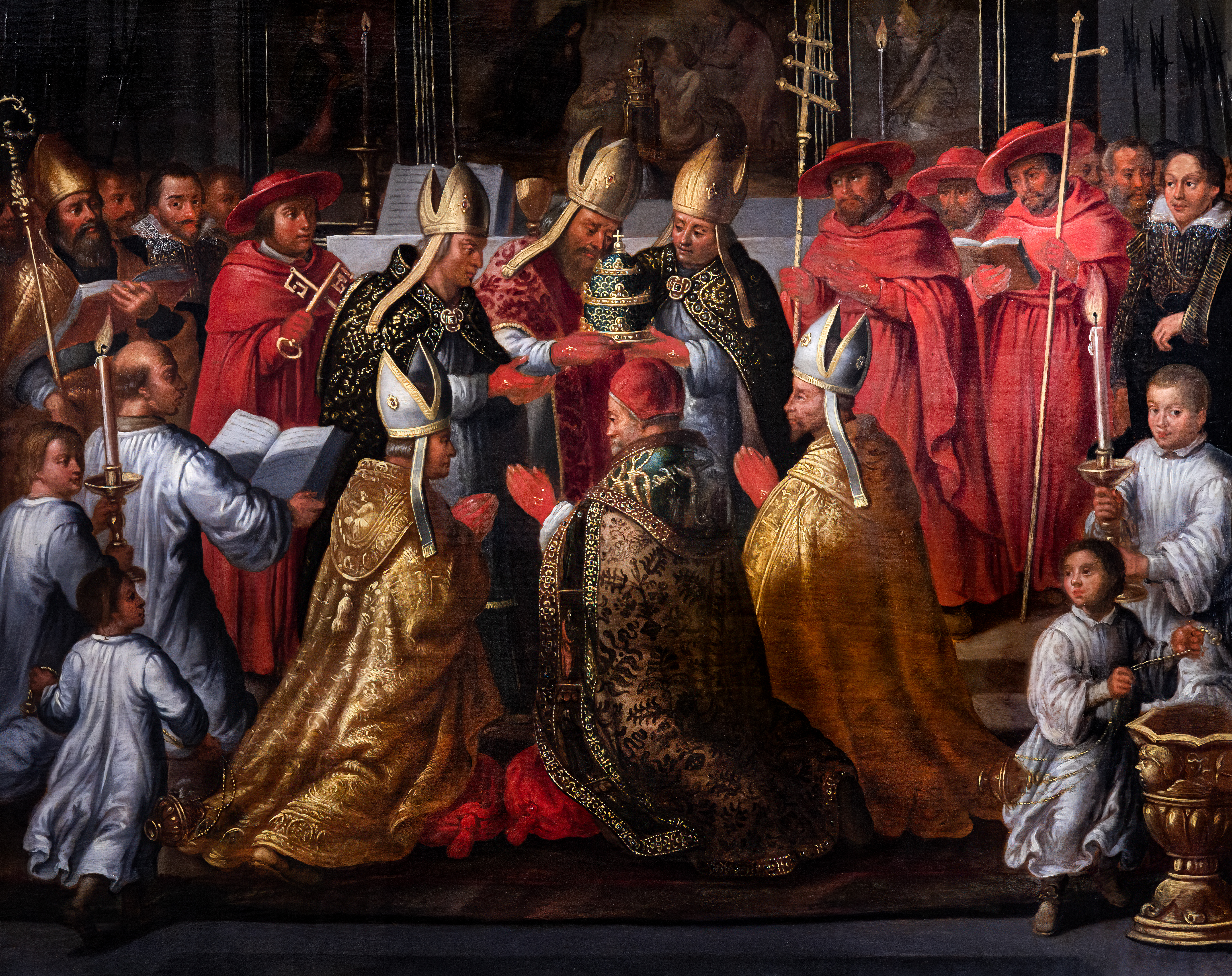
教宗烏爾巴諾八世加冕

1623年教宗選舉秘密會議於當年7月19日至8月6日間舉行，始於前教宗額我略十五世逝世，終於馬費奧·巴爾貝里尼（Maffeo Barberini）樞機當選為新教宗烏爾巴諾八世。此為額我略十五世於1621年頒布教宗诏书《永恆聖父之子》後首次選舉秘密會議。

## 背景
額我略十五世於1621年當選為教宗後，頒布改革教宗選舉秘密會議系統的教宗诏书《永恆聖父之子》，旨在簡化秘密會議之過程，其改革內容在此次選舉秘密會議首次獲得實踐。
儘管並非世襲，教宗選舉之過程自1605年秘密會議選出保祿五世以後200年間通常十分類似：典型的教宗人選多半為來自罗马乃至於教宗國的次級貴族，以教會法律師立業，選舉秘密會議召開時已擔任樞機一秩、正值杖國之年。

## 選舉秘密會議
此次選舉秘密會議共有54名樞機選舉人出席，其中有四位西班牙、三位日耳曼樞機，不過沒有法蘭西樞機。
眾樞機主要分為三類：保祿五世當選為教宗前獲擢升者（13人）、由保祿五世擢升者（32人），以及由額我略十五世擢升者（9人），其中對選舉秘密會議最有影響力之樞機為若望五世之侄希皮奧內·博爾蓋塞樞機與額我略十五世之侄盧多維科·盧多維西樞機。
盧多維西與哈布斯堡王朝治下地區的樞機結盟，企圖進一步擴大其影響力。博爾蓋塞在前次選舉秘密會議中支持皮耶特羅·坎波里樞機，此次他亦屬意坎波里為教宗候選人。坎波里時年僅66歲，似具有年齡優勢：一份西班牙方面之備忘錄稱，他們認為較為年老者在教宗任內不太可能制定獨立的外交政策。由於上次選舉秘密會議中阻撓坎波里成為教宗的法蘭西反對勢力已不復見，博爾蓋塞認為坎波里將更為容易當選。
第一輪投票意義重大，標誌額我略十五世在改革中希望減少樞機在第一輪投票投給其朋友的企圖失敗。第二輪投票則顯示，博爾蓋塞陣營最受歡迎的候選人其實是喬瓦尼·梅利尼樞機。盧多維西反對梅利尼，並散播謠言宣稱，與其讓任何不屬其陣營者當選，博爾蓋塞毋寧死；據稱，當時夏日之炎熱亦已使眾人精疲力盡。因此，其他樞機遂失去對博爾蓋塞的好感。

## 烏爾巴諾八世當選
在所有主要陣營推薦的候選人皆遭選舉人拒絕的情況下，博爾蓋塞開始尋找中立的候選人，其中即包含時年55歲的馬費奧·巴爾貝里尼（Maffeo Barberini）樞機。之後，巴爾貝里尼開始公開競選，為此前之選舉秘密會議所未見。他與支持法蘭西的眾樞機之發言人薩伏依親王莫里斯為好友，此外盧多維西亦支持他，並一度導致博爾蓋塞反對；不過，因為在選舉秘密會議期間染疫，為求儘快離開會場，博爾蓋塞同意支持巴爾貝里尼，要求其陣營之樞機投票給他。
巴爾貝里尼在下一輪投票中得到足夠當選的票數，惟因有一張選票遺失，眾樞機為如何處理此事爭吵了二小時之久。最終，巴爾貝里尼請求再舉行一輪投票，在該輪投票中他取得了50張支持票。此次選舉秘密會議之所以進展如此迅速，一部分需歸因於當時眾樞機被迫持續忍受夏日炎熱之故。
當選後，巴爾貝里尼取名號為烏爾巴諾八世。由於他曾任聖座駐法蘭西大使並因而獲擢升為樞機，他的當選使時任法蘭西國王路易十三龍心大悅。巴爾貝里尼家族之徽章為蜜蜂，而據稱，羅馬民眾在選舉秘密會議時曾見到一群蜜蜂進入會場，象徵巴爾貝里尼即將當選。選舉後二週內有8名樞機選舉人逝世，而烏爾巴諾八世雖亦感染疟疾，不過最終順利康復。